# ヨニ・カウコ
ヨニ・カウコ（Joni Kauko 、1990年7月12日 - ）は、フィンランド・トゥルク出身の同国代表プロサッカー選手。ATKモフン・バガンFC所属。ポジションはMF。

## 経歴

### クラブ
地元クラブであるFCインテル・トゥルクのアカデミー出身。2007年11月、17歳で最初のプロ契約を結び、2008年6月26日のIFKマリエハムン戦でトップチームデビューを果たした。2009年4月23日のミリコスケン・パロ47戦でプロ初ゴールを決めた。
2012年シーズン終了後、FCインテル・トゥルクとの契約を更新せず、FCラハティにフリーで加入。
2013年7月、ドイツ・2. ブンデスリーガの FSVフランクフルトに2年契約で移籍。
2015年6月、FSVフランクフルトとの契約を解除し、3. リーガのエネルギー・コットブスに加入。
2016年7月、デンマークのラナースFCと2年契約を結んだ。
2018年6月28日、エスビャウfBに移籍。
2021年6月24日、インディアン・スーパーリーグのATKモフン・バガンFCと2年契約を結んだ。

### 代表
2012年1月22日のトリニダード・トバゴ戦でフィンランド代表デビュー。

## タイトル

### クラブ
インテル・トゥルク
- フィンランド・リーグカップ: 2008
- ヴェイッカウスリーガ: 2008
- フィンランド・カップ: 2009

FCラハティ
- フィンランド・リーグカップ: 2013